# Wodynie (gromada)
Wodynie – dawna gromada, czyli najmniejsza jednostka podziału terytorialnego Polskiej Rzeczypospolitej Ludowej w latach 1954–1972.
Gromady, z gromadzkimi radami narodowymi (GRN) jako organami władzy najniższego stopnia na wsi, funkcjonowały od reformy reorganizującej administrację wiejską przeprowadzonej jesienią 1954 do momentu ich zniesienia z dniem 1 stycznia 1973, tym samym wypierając organizację gminną w latach 1954–1972.
Gromadę Wodynie z siedzibą GRN w Wodyniach utworzono – jako jedną z 8759 gromad – w powiecie siedleckim w woj. warszawskim, na mocy uchwały nr VI/10/18/54 WRN w Warszawie z dnia 5 października 1954. W skład jednostki weszły obszary dotychczasowych gromad Brodki, Kaczory, Kamieniec, Oleśnica, Wola Serocka, Wola Wodyńska i Wodynie ze zniesionej gminy Wodynie w powiecie siedleckim w woj. warszawskim oraz obszar dotychczasowej gromady Soćki ze zniesionej gminy Prawda w powiecie łukowskim w woj. lubelskim. Dla gromady ustalono 27 członków gromadzkiej rady narodowej.
31 grudnia 1959 do gromady Wodynie przyłączono obszar zniesionej gromady Ruda Wolińska w tymże powiecie.
Gromada przetrwała do końca 1972 roku, czyli do kolejnej reformy gminnej. 1 stycznia 1973 w powiecie siedleckim reaktywowano gminę Wodynie.